# Evika Siliņa
Evika Siliņa (Riga, 3 agosto 1975) è un'avvocatessa e politica lettone, Primo ministro della Lettonia dal 15 settembre 2023. 
In precedenza aveva ricoperto la carica di Ministro della Previdenza sociale della Repubblica della Lettonia dal dicembre 2022 al 15 settembre 2023 con il governo Kariņš II; è deputata della Saeima per il partito Unità.
Siliņa è la seconda donna a diventare primo ministro della Lettonia, dopo Laimdota Straujuma nel 2014-2016.

## Biografia
Evika Siliņa ha studiato presso l'Università della Lettonia (1993-1997), laureandosi in giurisprudenza e ottenendo la qualifica di avvocato;  presso la Riga Law School ha conseguito un master in scienze sociali in diritto, diritto internazionale e diritto europeo. La lingua madre di Siliņa è il lettone e parla correntemente inglese e russo.

## Carriera

### Attività legale
Dal 2003 al 2012, Evika Siliņa ha lavorato come avvocato specializzato in diritto commerciale internazionale e nazionale. Inoltre ha svolto attività legali per aziende pubbliche di comunicazione elettronica (telecomunicazioni, internet) e organizzazioni non governative.
Dal novembre 2011 al gennaio 2013 è stata consulente legale (inizialmente libera professionista) del Ministro dell'Interno della Lettonia. Sino al gennaio 2019 ha poi svolto l'incarico di segretaria parlamentare del Ministero dell'Interno. In questo ruolo ha spiegato alla stampa la posizione del Ministero dell'Interno su varie questioni e ha ampliato la lotta contro i cannabinoidi sintetici e la loro circolazione in Lettonia.

## Vita privata
Evika Siliņa è sposata con Aigars Siliņš, con il quale ha tre figli.